# 리프로그래밍

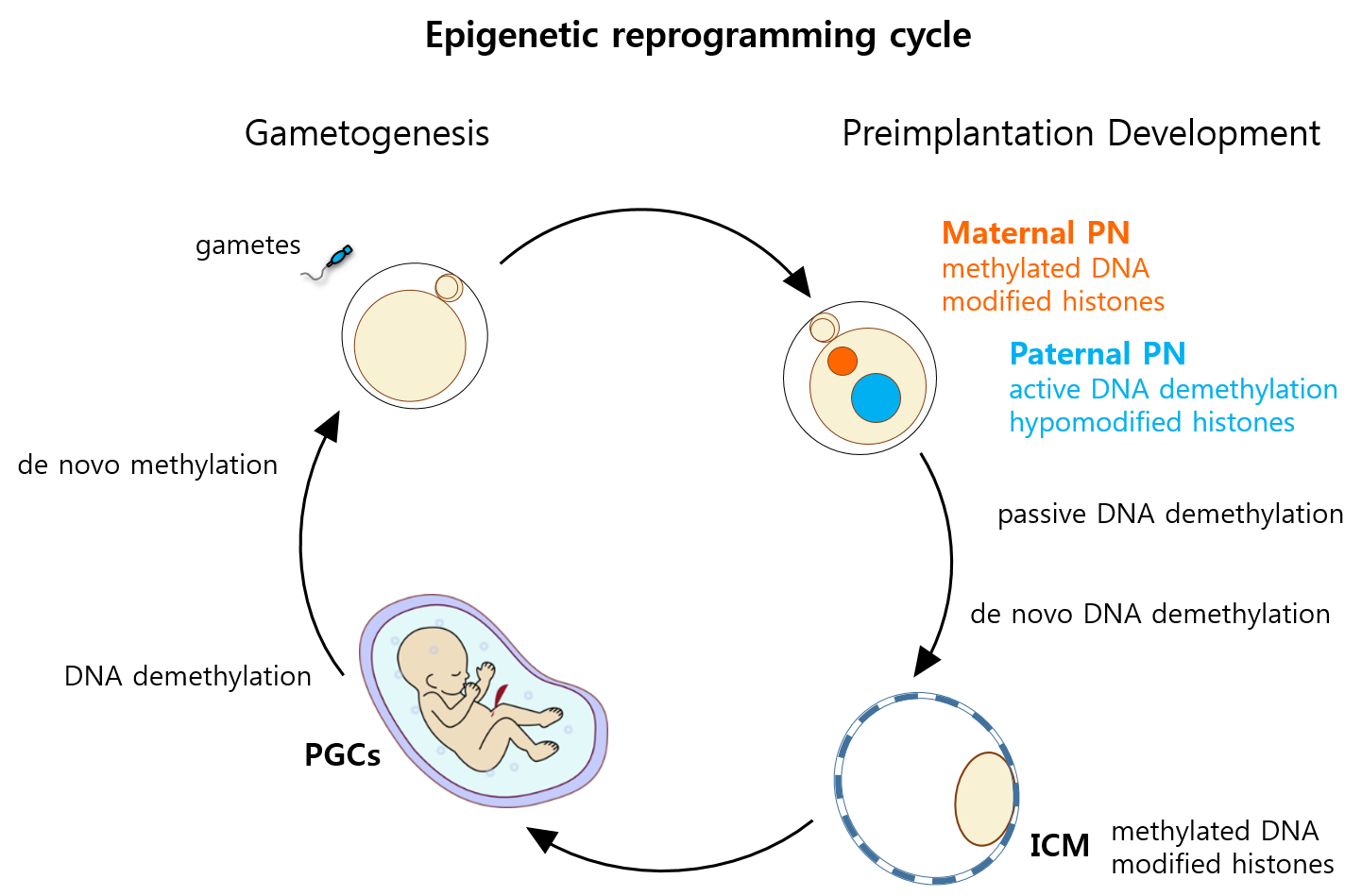
배아의 발생단계에서 일어나는 에피제네틱 리프로그래밍

리프로그래밍(영어: Reprogramming)은 포유류의 발생 과정이나 세포 배양 과정에서 DNA 메틸화 (DNA methylation)와 같은 후성유전학적 표시(epigenetic marks)가 변화되는 과정을 의미한다. 이러한 조절은 종종 히스톤 (histone)의 공유 결합 수정 및 대체와도 관련이 있다.
후성유전학적 표시의 상당 부분 (10%에서 100%)이 빠르게 (수 시간에서 수일) 리프로그래밍되는 현상은 포유류의 세 가지 생애 단계에서 발생한다. 정자 (sperm)와 난자 (oocytes)가 수정된 후 초기 발생 단계에서 거의 100%에 달하는 후성유전학적 표시들은 두 번의 짧은 기간 동안 리프로그래밍된다.
포유류의 수정 후, DNA 메틸화 패턴은 대부분 지워졌다가 초기 배아 발생 과정에서 다시 확립된다. 부모로부터 전달된 대부분의 메틸화는 초기 배아 발생 과정에서 지워지고, 또 배우자 형성 (gametogenesis) 과정에서 다시 지워지며 그때마다 탈메틸화 (demethylation)와 재메틸화 (remethylation)가 일어난다 (유전체 각인이 되어있는 유전자의 DMR (Differentially methylated region)은 여기서 제외된다). 초기 발생 과정에서 일어나는 탈메틸화는 착상 전 기간에 일어난다. 정자와 난자가 수정하여 접합체를 형성한 후, 부계 DNA는 신속하게 탈메틸화되고, 모계 DNA는 더 느리게 탈메틸화되어 거의 메틸화되지 않은 상태의 상실배 (morula)가 형성된다. 배반포 (blastocyst)가 형성된 후 메틸화가 시작될 수 있으며, 배아가 착상 단계에 이르기까지 메틸화가 진행된다. 이 리프로그래밍은 새롭게 형성된 배아가 전분화능 (totipotency)을 갖게 되고, 기존의 후성유전학적 특징을 지우는 과정을 말한다. 착상 후 체세포의 메틸화 패턴은 각 개별 세포 유형을 정의하는 것으로, 단계 및 조직에 따라 다르며 오랜 시간 동안 안정적으로 지속된다.
또한, 생식세포전구체 (primordial germ cells, PGCs) 내에서는 생식세포 형성 중에 탈메틸화가 발생한다. 수정 후 새롭게 형성된 배아를 구성하는 몇몇 세포들은 배융선 (germinal ridge)을 따라 이동하게 되고, 마침내 정자, 난자와 같은 생식세포 (germ cell)가 된다. 유전체 각인 (genomic imprinting)에 의해 양친의 유전체는 각각 다르게 표시 (mark)되지만, 생식세포가 되는 과정 동안에는 모두 새롭게 리프로그래밍된다. 그러므로 배우자형성 (gametogenesis)과정 동안에 생식세포전구체는 원래 양친이 가지고 있던 DNA 메틸화 패턴을 지운 후, 배아의 성별에 따라 재확립되게 된다.
체세포 핵치환과 같이 착상 전 배아를 생체 외에서 조작하는 경우, 각인된 유전체자리의 메틸화 패턴에 이상이 생기는 것이 확인되었으며, 이는 복제된 동물에서 치명적인 영향을 미친다는 것이 보고된 바 있다.
리프로그래밍은 체세포 핵 치환 뿐만 아니라 줄기세포 관련 유전자를 외인성 (exogenous)으로 과발현 시킴으로써 인위적으로 유도할 수도 있다. 즉, 성인의 섬유아세포 (fibroblast)와 같은 성숙한 세포로부터 유도만능줄기세포 (Induced Pluripotent Stem cells, iPSCs)를 만들어 낼 수 있다는 것인데, 그 결과 세포 치료와 같은 의생명과학연구 (biomedical research)를 위한 줄기세포를 배아의 이용 없이 생산할 수 있게 되었다.

## 발생

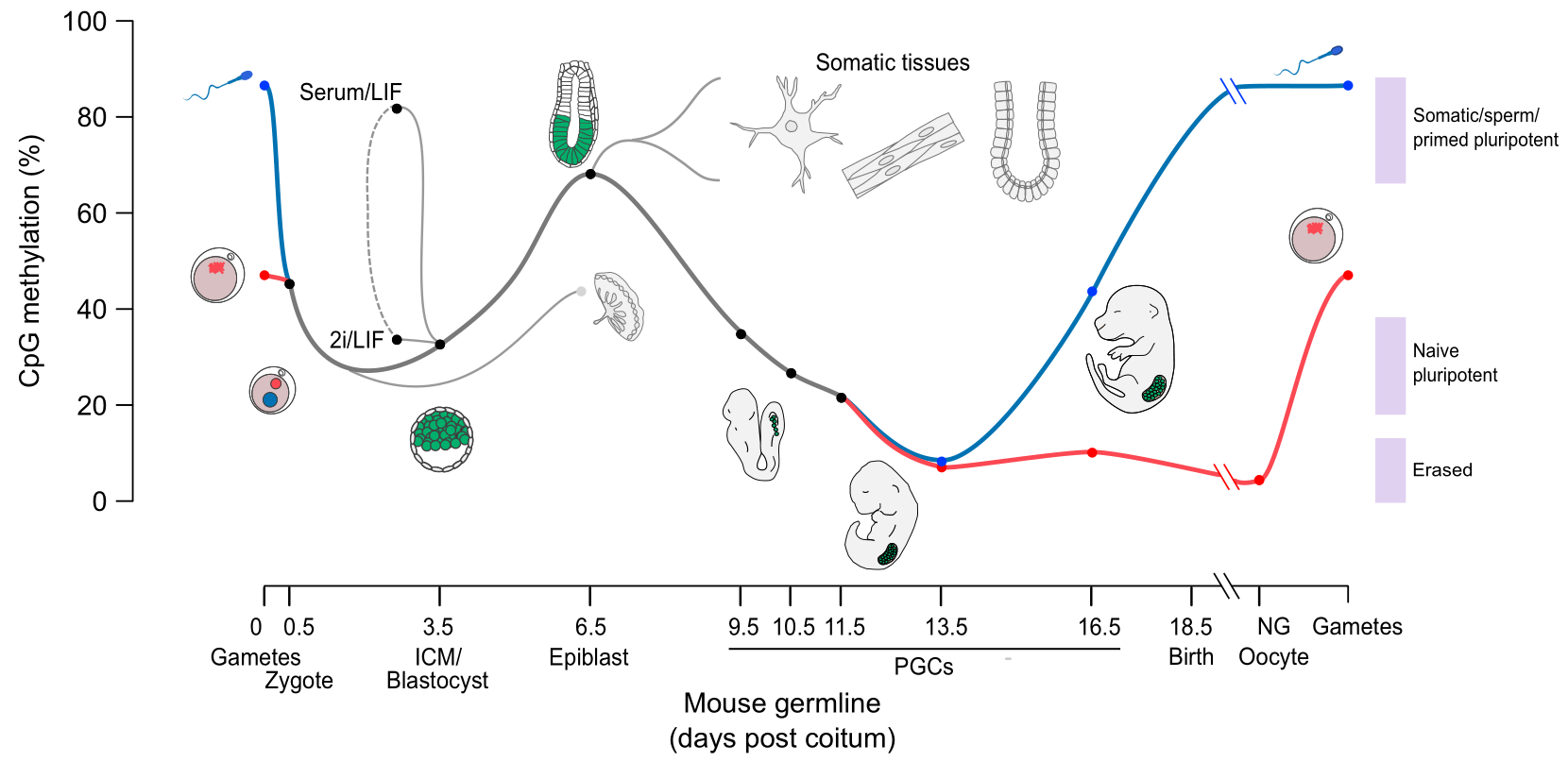
생쥐 유전체의 DNA 메틸화 타임라인. 빨간색: 암컷 생식계열; 파란색: 수컷 생식계열; 회색: 체세포주; PGCs: 생식세포전구체; ICM: 내세포집단

생쥐의 정자 유전체는 DNA의 CpG 부위에서 80~90%가 메틸화되어 있으며, 이는 대략 2천만 개의 메틸화 부위에 해당한다. 수정 후, 부 염색체는 DNA 복제가 시작되기 전의 활성 과정 (active process)에 의해 6시간 내에 거의 완전히 탈메틸화된다 (그림의 파란색 선). 성숙한 난모세포에서는 약 40%의 CpG 부위가 메틸화된다. 모 염색체의 탈메틸화는 주로 메틸화 효소가 모체 유래 DNA에 작용하는 것을 차단하고, 복제 중에 메틸화된 모체 DNA가 희석됨으로써 발생한다 (그림의 빨간색 선). 상실배 (16세포 단계)에는 소량의 DNA 메틸화만 존재한다 (그림의 검은색 선). 수정 후 배반포 단계에서는 3.5일째부터 메틸화가 증가하기 시작해, 4.5일에서 5.5일 사이에 메틸화 수준이 12%에서 62%로 급격히 높아지며, 이후 자궁 착상을 거쳐 최대 수준에 도달한다. 수정 7일 후에는 착상된 배아에서 새롭게 형성된 생식세포전구체가 나머지 체세포로부터 분리되며, 이 때 생식세포전구체는 체세포와 거의 유사한 메틸화 수준을 가지게 된다.
착상된 배아에서 새롭게 형성된 생식세포전구체는 체세포에서 유래한다. 이 시점에서 생식세포전구체는 높은 메틸화 수준을 가진다. 이 세포들은 배반포 상태에서 배융선으로 향해 이동하며, 이 과정에서 빠르게 증식하고 두 단계에 걸쳐 탈메틸화가 진행된다. 첫 번째 단계에서는 복제 희석에 의한 탈메틸화가 일어나지만, 두 번째 단계에서는 활성 과정에 의한 탈메틸화가 일어난다. 특히 두 번째 단계에서는 특정 유전자자리 (loci)의 탈메틸화로 이어진다. 이 시점에서 생식세포전구체의 유전체는 전체 생애 주기에서 모든 세포 중 가장 낮은 DNA 메틸화 수준을 나타낸다. 이 과정은 배아 발달 13.5일(E13.5)에 해당하며, 관련 내용은 이 섹션의 두 번째 그림 참조.

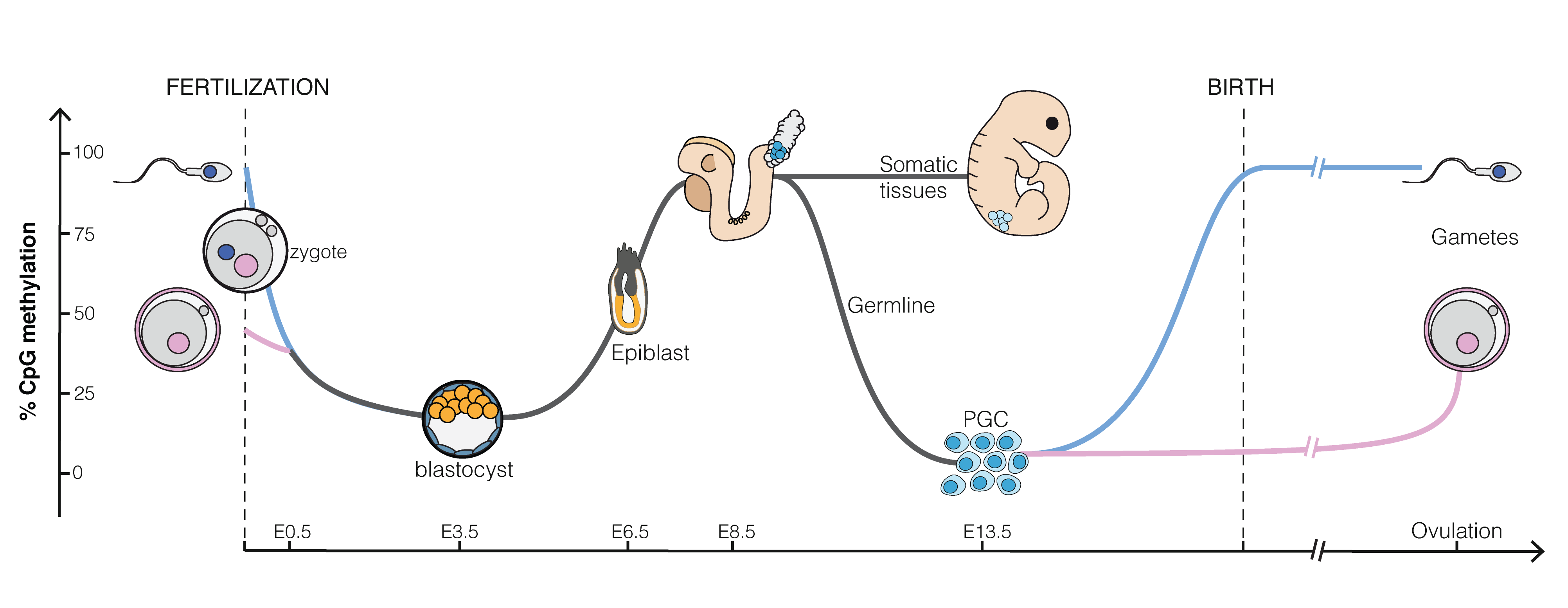
생쥐 배아 발생 중 DNA 메틸화 동역학

수정 후, 부계와 모계의 유전체는 후성유전학적 흔적을 지우고 전분화능을 획득하기 위해 탈메틸화된다. 이 과정에서 비대칭성이 나타난다: 수컷의 핵은 빠르고 능동적으로 탈메틸화된다. 반면 암컷의 핵은 연속적인 세포 분열 동안 수동적으로 탈메틸화된다. DNA 탈메틸화 과정은 염기 절제 복구 및 기타 DNA 수선 기반 메커니즘이 포함된다. 이 과정이 전반적으로 이루어지긴 하지만, 각인된 유전자와 관련된 차별적 메틸화 영역(DMRS), 레트로트랜스포존, 그리고 중심부 이질염색질과 같이 이를 피하는 특정 서열이 있다. 배아가 완전한 유기체로 분화하기 위해서는 재메틸화가 필요하다.

## 학습 및 기억

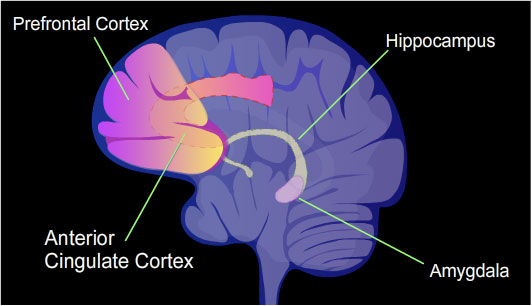
기억 형성에 관여하는 뇌 영역

학습과 기억은 일시적인 사고, 언어, 의식과 같은 다른 정신적 과정과는 달리 영속성을 지닌다. 학습과 기억은 구구단처럼 천천히 축적될 수도 있고 뜨거운 난로를 만지는 것처럼 빠르게 축적될 수도 있지만, 한 번 습득하면 의식적으로 오랫동안 기억하여 사용할 수 있다. 공포 조건화 (contexual fear conditioning)를 한 번 경험한 쥐는 특히 강력한 장기 기억을 형성한다. 훈련 후 24시간이 지난 시점에서 해마 뉴런의 쥐 게놈에서 9.17%의 유전자가 차등적으로 메틸화되어 있는 것으로 밝혀졌다. 여기에는 훈련 후 24시간이 지난 시점에서 2,000개 이상의 차등 메틸화된 유전자가 포함되었으며, 그 중 500개 이상의 유전자가 탈메틸화되었다. 뇌의 해마 영역은 공포 기억이 처음 저장되는 곳이지만 (이 섹션의 뇌 그림 참조) 이러한 저장은 일시적이며 해마에 남지 않는다. 쥐의 경우, 조건화 후 단 하루 만에 해마 절제술을 시행하면 공포 조건화가 제거되지만, 조건화 시점과 해마 절제술 시점 사이에 긴 지연(28일)이 있을 경우 상당량의 공포를 유지한다.

## 리프로그래밍의 역사 및 종류
리프로그래밍을 처음으로 체외에서 성공시킨 사람은 존 거든(John Gurdon)이다. 그는 1962년에 분화된 장상피세포 (intestinal epithelial cell)를 핵이 제거된 개구리의 난자 (oocytes)에 삽입하여 성숙한 체세포를 배아상태로 되돌릴 수 있음을 증명해냈다. 이러한 공로를 인정받아 그는 2012년에 일본의 과학자인 신야 야마나카와 함께 노벨 생리의학상을 수상하였다. 야마나카는 자신이 발견한 4개의 유전자를 이용하면 거든이 발견한 핵치환에 의한 리프로그래밍과 마찬가지로 성숙한 체세포로부터 유도만능줄기세포를 만들어 낼 수 있다는 것을 2006년에 입증하였으며, 매우 짧은 시간 만에 노벨상을 받는 영예를 안게 되었다.

### 체세포 핵 치환(Somatic Cell Nuclear Transfer, SCNT)

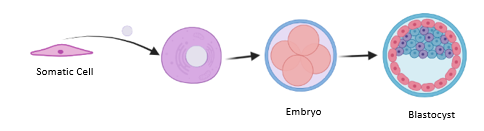
체세포 핵 치환 기술

난자는 성체의 핵과의 치환을 통해 배아상태로 리프로그래밍 될 수 있다. 리프로그래밍 된 세포는 어떤 세포타입이든 상관없이 새로운 유기체 (organism)로 발달할 수 있는 능력을 가지게 된다. 체세포 핵 치환 과정 동안 난자는 체세포 핵의 조직 특이적 유전자의 발현을 억제하고 배아 특이적 유전자들을 재발현시키기 때문에 해당세포는 배아상태로의 리프로그래밍 이 가능해 진다. 이러한 리프로그래밍은 체세포 에피타입 (somatic epitype)의 발달과는 구분된다. 체세포 에피타입은 발달과정상에서 유전체의 변화 없이 후성유전학적 조절에 의한 유전자 발현 변화를 통해 다른 유기체로 바뀔 수 있는 잠재력을 가지는 상태를 의미한다. 하지만 체세포 핵 치환의 경우 세포의 유전체가 바뀌어 다른 세포타입으로 전환되는 것이기 때문에 체세포 에피타입과는 구분된다. 체세포 핵 치환은 매우 정교한 기술으로 오랜 훈련이 필요한 작업이며, 이를 사람에 적용함에 있어서 사람의 난자를 채취해야 하기 때문에 그 수가 제한적이라는 단점을 가진다.

### 유도만능줄기세포 리프로그래밍 (Induced Pluripontent Stem cell Reprogramming, iPS reprogramming)

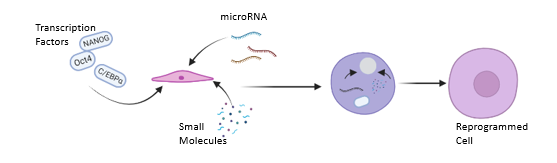
전사 인자, 마이크로RNA, 소분자 화합물을 이용한 리프로그래밍 기술

일반적으로 유도만능줄기세포 리프로그래밍은 이미 성숙한 체세포에 리프로그래밍에 필요한 인자 (factor) 4가지(Oct4, Sox2, Klf4, C-Myc)를 인위적으로 과발현시켜 만능줄기세포를 유도해내는 기술을 의미한다. 선택된 인자들은 전사인자 (transcription factor)로 이들의 과발현에 의해 하위 유전자들의 발현이 조절되어 리프로그래밍이 이루어지게 된다. 4가지 유전자를 과발현시키는 방법으로는 바이러스, 플라스미드 벡터, mRNA, 단백질 등이 있다. 이 경우, 모든 종류의 체세포를 이용해 만능줄기세포를 유도할 수 있으며, 과발현 시키는 방법 역시 일반적으로 많은 연구에 쓰이는 기술이기 때문에 체세포 핵치환에 비해 많은 사람들이 쉽게 이용할 수 있는 기술이다.

#### 확률론적 관점에서 OSKM 방법 이해

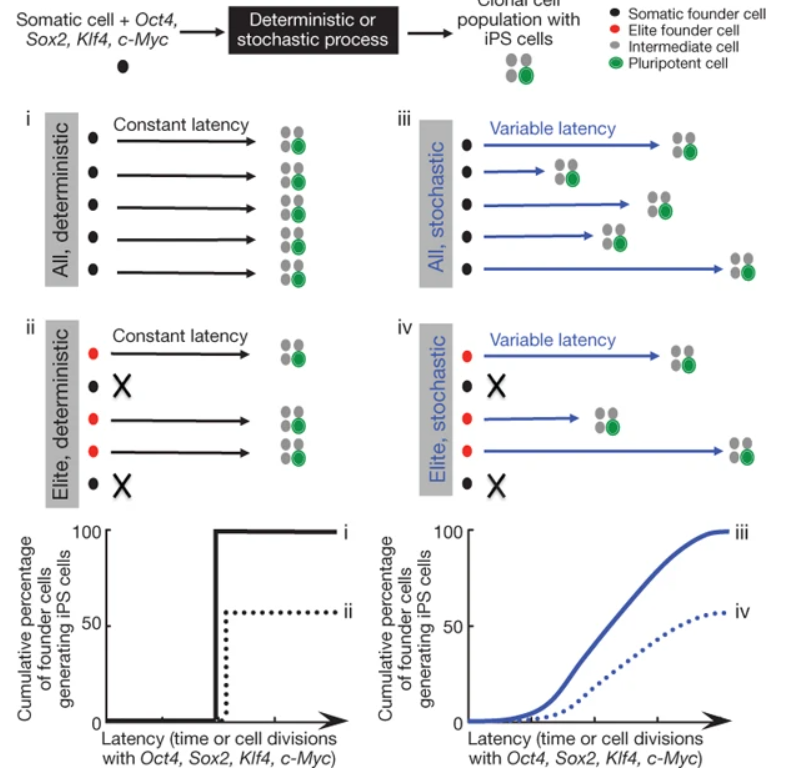

다양한 유전적 및 세포적 이질성(heterogenity) 때문에 체외에서 만능성으로 리프로그래밍하는 동안 중요한 사건들의 효율성과 시간 척도를 정량화하는 것은 어려움이 있었다. 이를 해결하기 위해 바이러스 매개 전이를 필요로 하지 않고 리프로그래밍 인자 발현의 이질성을 줄이기 위해, 약물 유도성 Oct4, Sox2, Klf4 및 c-Myc 바이러스 유전자를 동일하게 통합한 '2차' 재프로그래밍 형질전환 시스템이 고안되었었다. 하지만 2차 생쥐의 체세포 재프로그래밍은 새로 감염된 체세포보다 100배 더 높았지만, 유도된 세포의 1-20%만이 3-4주 후에 iPS 세포를 생성했었다. 또한, 다양한 실험 설정에서 부분적으로 재프로그래밍된 '중간' 세포주가 유도되었으며, 이 중 일부는 자발적이거나 추가 조작에 의해 훨씬 나중에 완전히 재프로그래밍된 iPS 세포를 생성할 수 있었다.
몇 주간의 리프로그래밍 유도 기간와 상대적으로 낮은 효율성이 Oct4, Sox2, Klf4 및 c-Myc 유전자 발현을 충분히 제어한 후에도 지속되었기 때문에, 이러한 연구들은 기본적인 후성유전학적 재프로그래밍 메커니즘에 관련된 중요한 질문들을 해결하지 못했었다. 그 질문들에는 리프로그래밍 과정은 시간이 지남에 따라 어떻게 진행되며, 리프로그래밍 인자의 지속적인 발현에도 불구하고 다수의 세포가 리프로그래밍되지 않는 이유는 무엇인지, Oct4, Sox2, Klf4 및 c-Myc에 의해 유도된 노화 또는 세포 자멸사를 회피한 일부 체세포가 다른 세포보다 더 일찍 iPS 세포로 전환되는 이유,  Oct4, Sox2, Klf4 및 c-Myc 리프로그래밍 인자를 발현하는 모든 성체 기증 세포가 결국 iPS 세포를 생성하는가에 대한 아니면 추가적인 유전적 또는 소분자 화합물의 조작이 필요성과 높은 리프로그래밍 효율성은 비계통 세포(non-lineage) 또는 성체 줄기 세포에만 국한되어 있는 가에 대한 것이 포함되어 있다.
Hanna 등의 연구자들은 이 현상을 연구하기 위해, 특정 전사 인자의 통합 패턴이 같은 체세포(이 경우 B 세포)를 사용하는 시스템을 사용하여 그림에서처럼 가설을 세우고 실험을 진행하였다. 리프로그래밍은 2주 동안 배양 후 세포 내에서 녹색 형광 단백질로 표지된 NANOG의 발현을 통해 평가되었으며, 이 과정에서 3~5%의 세포에서 관찰되었고 18주 후에는 >92%로 증가하였다. 이는 모든 세포가 유도만능줄기 세포가 될 수 있는 확률적 과정임을 나타냈고. 또한 p53나 그 효과자 p21의 억제는 세포 분열 속도를 증가시켜 리프로그래밍을 가속화할 수 있음을 밝혔다. 

### 세포융합 (Cell Fusion)

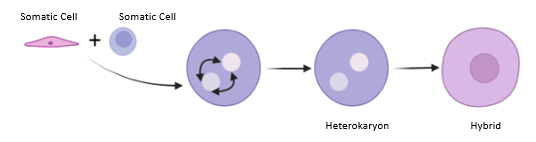
세포 융합

세포융합은 두 개 이상의 세포질이 융합하여 단일의 세포막으로 싸여진 상태로 되는 것을 말한다. 세포분열 저해제를 이용하여 두 개의 체세포를 하나의 세포로 융합할 수 있으며, 이 때 두 개의 핵은 여전히 분리되어 존재한다. 이렇게 만들어진 이핵체 (heterokaryon)는 두 개의 핵 중 우위 (dominant)의 핵이 자신의 유전자 발현 패턴을 다른 핵에 강요하여 하위 (recessive)의 핵의 유전자 발현 패턴에 변화가 생기게 된다. 이처럼 세표융합의 결과 두 개의 핵이 공존하는 이핵체의 경우, DNA 복제와 세포분열이 일어나지 않는다는 문제를 가진다.

### 직접교차분화(Direct Conversion)
성숙한 체세포를 다른 유형의 성숙한 체세포로 직접 변환하는 과정으로, 중간 단계인 유도만능줄기세포(iPSC) 상태로 되돌리지 않고 수행된다. 이 방법은 특정 세포 유형을 보다 효율적이고 안전하게 생성할 수 있는 잠재력을 가지고 있다. 직접 전환의 핵심은 특정 전사 인자를 도입하여 세포의 정체성을 리프로그래밍하는 것이다. 과정이 비교적 빠르고 효율적이며, 중간 단계 없이 목표 세포로 직접 변환할 수 있어 잠재적으로 안전성이 높다. 하지만 세포 유형에 따라 전환 효율이 다를 수 있다.

### 화학적 리프로그래밍(chemically induced reprogramming)
유도만능줄기세포 제작 방법에 앞서 언급했던 4가지(Oct4, Sox2, Klf4, C-Myc)을 인위적으로 유전자를 과발현 시켜 제작한 방법과는 달리 구조가 알려진 화합물을 활용한 세포의 리프로그래밍이 개발되었다. 본 연구에서 사용한 성인 지방 유래 간질 세포(human adipose stem cell)을 이용해서 먼저, 체세포에서 발견되는 특이적인 유전자 발현을 감소 혹은 억제시키는 화합물질을 처리해서 이들의 특성을 8일 동안 억제시킨다. 이후 후성유전학적인 세포의 특성을 지우기 위해 히스톤 메틸트랜스퍼라제 억제제 등 탈메틸화 유도 화합물 혼합물을 8~12일간 처리한다. 세번째 단계 전분화능줄기세포의 생존에 도움을 주는 녹아웃 혈청 대체제와 ERK와 GSK3를 억제하는 화합물을 처리함으로써 세포 리프로그래밍이 될 수 있다. 이 방법을 사용한 리프로그래밍은 저렴하고 농도 및 시간 의존 방식으로 세포를 제어하기에 쉬우며 대량 생산이 용이하다는 장점이 있다.

## 리프로그래밍의 단계
세포 운명이 변경될 수 있다는 발견과 함께, 세포가 재프로그래밍되는 동안 어떤 사건들이 발생하는지에 대한 질문이 중요해졌다. iPSC 리프로그래밍의 최종 산물은 형태(morphology), 증식(proliferation), 유전자 발현, 다능성(pluripotency), 텔로머라제(telomerase) 활성에서 유사하기 때문에, 유전적 및 형태학적 표지자가 재프로그래밍의 어느 단계가 진행 중인지 확인하는 방법으로 사용되었다. 재프로그래밍은 세 가지 단계로 정의된다: 개시(initiation), 성숙(maturation), 안정화(stabilization).

### 개시(initiation)
시작 단계는 세포 유형 특정 유전자의 하향 조절과 다능성 유전자의 상향 조절과 관련이 있다. 세포가 다능성으로 이동하면서 텔로머라제(telomerase) 활성화가 다시 시작되어 텔로미어(telomere)가 연장된다. 세포 형태는 다능성 유전자 발현을 준비하기 위해 세포가 자신을 수정함에 따라 리프로그래밍 과정에 직접적인 영향을 미칠 수 있다. 시작 단계가 완료되었음을 나타내는 주요 지표는 다능성과 관련된 첫 번째 유전자인  Oct-4 또는 Homeobox 단백질 NANOG의 발현이며, 이 과정에서 세포는 간엽-상피 전환(mesenchymal–epithelial transition)을 거치고, 세포 자살과 세포 노화가 감소한다.
만약 세포가 하나의 체세포에서 다른 체세포로 직접 리프로그래밍된다면, 각 세포 유형과 관련된 유전자들이 상향 조절되거나 하향 조절된다. 이는 직접적인 세포 리프로그래밍을 통해 발생하거나 iPSC와 같은 중간 단계를 거쳐 원하는 세포 유형으로 분화시킬 수 있다.
시작 단계는 세 가지 경로 중 하나를 통해 완료된다: 핵 치환, 세포 융합, 또는 정해진 인자(microRNA, 전사 인자, 후성유전학적 표지자 및 기타 소분자). 

#### 체세포 핵 치환(Somatic cell transfer)
난자가 체세포 핵 치환 후 성체 핵을 배아 상태로 재프로그래밍할 수 있어, 이러한 세포로부터 새로운 유기체를 개발할 수 있다.
리프로그래밍은 체세포 에피타입의 발달과는 구별되며, 체세포 에피타입(epitype)은 유기체가 발달 단계를 벗어난 후에도 잠재적으로 변화할 수 있다. 체세포 핵 치환 중 난자는 체세포 핵의 조직 특이적 유전자를 끄고 배아 특이적 유전자를 다시 켠다. 이 과정은 존 거든이 올챙이를 이용한 복제와 돌리 양을 통해 입증되었다. 특히 이러한 사건들은 세포 운명이 되돌릴 수 있는 과정임을 보여주었다.

#### 세포 융합(Cell fusion)
세포 융합은 이핵 세포(heterokaryon)라고 불리는 다핵 세포를 생성하는 데 사용된다. 융합된 세포는 원래는 침묵되어 있던 유전자들이 다시 활성화되고 발현될 수 있도록 한다. 유전자들이 재활성화되면서 세포는 다시 분화할 수 있다. 이핵 세포 재프로그래밍을 돕기 위해 yamanaka 인자와 같은 전사 인자가 여전히 필요한 경우도 있다.

#### 정해진 인자
체세포 핵 치환과 세포 융합과는 달리, 정의된 인자는 전체 유전체가 아닌 리프로그래밍 인자만 필요하다. 이러한 재프로그래밍 인자에는 마이크로RNA, 전사 인자, 후성 유전적 표지, 기타 소분자가 포함된다. Yamanaka가 발견한 iPSC 발달로 이끄는 원래의 전사 인자에는 Oct4, Sox2, Klf4, c-Myc (OSKM 인자)가 있다. OSKM 인자가 다능성을 유도하고 돕는 것으로 밝혀졌지만, Homeobox 단백질 NANOG, LIN25, TRA-1-60, C/EBPα와 같은 다른 전사 인자들도 리프로그래밍의 효율성을 높이는 데 기여한다. 마이크로RNA와 기타 소분자 주도 과정의 사용은 체세포에서 다능성으로의 분화 효율성을 높이는 수단으로 활용되고 있다.

### 성숙(maturation)
성숙 단계는 첫 번째 다능성 유전자가 발현되는 시작 단계의 끝에서 시작된다. 이 단계에서 세포는 리프로그래밍 과정을 시작한 요인들로부터 독립할 준비를 한다. iPSC에서 처음으로 감지되는 유전자는 Oct4, Homeobox 단백질 NANOG, Esrrb이며, 이후에 Sox2가 뒤따라 발현된다. 성숙 단계의 후반에서는 트랜스젠 유전자 침묵이 발생하여 세포가 유도된 전사 인자로부터 독립하기 시작함을 나타낸다. 세포가 독립하게 되면 성숙 단계가 끝나고 안정화 단계가 시작된다.
리프로그래밍 효율성이 가변적이고 낮은 효율성으로 입증되었기 때문에, 모든 세포가 성숙 단계를 완료하고 다능성에 도달하지는 않는다. 리프로그래밍을 겪는 일부 세포는 유전자 발현 변화의 스트레스로 인한 산화 스트레스로 인해 성숙 단계의 시작 부분에서 여전히 세포 자살 상태에 있다. 마이크로RNA, 단백질 및 OSKM 인자의 다양한 조합을 사용하면 리프로그래밍의 효율성을 높이는 방향으로 나아가고 있다.

### 안정화(stabilization)
안정화 단계는 세포가 다능성에 도달한 후에 발생하는 과정들을 의미한다. 한 가지 유전적 표지자는 Sox2의 발현과 X 염색체의 재활성화이며, 후성유전학적 변화로는 텔로머라제가 텔로미어를 연장하고 세포의 후성유전학적 기억을 상실하는 것이 포함된다. 세포의 후성유전학적 기억은 DNA 메틸화의 변화에 의해 재설정되며, 활성화 유도 시티딘 탈아미노효소(activation-induced cytidine deaminase), TET 효소(TET enzymes), 그리고 DNA 메틸트랜스퍼라제(DNA methyltransferase)를 사용하여 성숙 단계부터 안정화 단계까지 진행된다. 세포의 후성유전학적 기억이 상실되면 세 가지 배엽으로 분화할 가능성이 생긴다. 이는 세포가 완전히 재프로그래밍된 것으로 간주되며, 원래의 체세포 유형으로 되돌아가지 않고도 계대 배양이 가능하다는 특징을 가진다.
화학적 리프로그래밍 단계를 통해 인간 체세포가 리프로그래밍 되는 단계는 앞서 서술한 단계와 상이하다. 

## 세포 배양 시스템에서의 리프로그래밍
리프로그래밍은 전사 인자 같은 외부 요소를 도입함으로써 인공적으로 유도될 수 있다. 리프로그래밍은 주로 성인 섬유아세포와 같은 성숙세포로부터 유도만능한 줄기세포를 생성하는 것을 의미한다. 이를 통해 배아를 사용하지 않고도 생체 의학 연구를 위한 줄기세포를 생산할 수 있다. 이는 레트로바이러스와 같은 바이러스 벡터를 사용하여 줄기세포 관련 유전자를 성숙 세포에 전달하는 과정이다. 이러한 벡터는 세포 내에 필요한 유전자 물질을 전달하여 리프로그래밍 과정을 시작하고, 성숙 세포를 배아 줄기 세포와 유사한 다능한 상태로 변환시킨다. 리프로그래밍 기술의 이러한 발달은 질병 모델링, 약물 발견 및 재생 의학 연구를 위한 새로운 길을 열었으며, 생체 의학 연구와 질병 치료를 발전시킬 수 있는 기회를 제공한다.

### 전사 인자(Transcription Factors)
세포 변화를 야기하는 첫번째 발견된 전사 인자 중 하나는 근육모세포(Myoblast)에서 발견되었다. 마이오디(MyoD)의 cDNA를 발현하여 섬유아세포를 근육모세포(Myoblast)로 변환했다. 또 다른 인자인 C/EBPα는 림프구 세포를 골수세포로 직접 변환했다. MyoD와 C/EBPα는 세포를 변환시킬 수 있는 단일 인자 중 대표적인 예이다. 더 흔하게는, 여러인자의 조합이 함께 작용하여 세포를 리프로그래밍한다.

#### OSKM
OSKM 인자(Oct4, Sox2, Klf4, c-Myc)는 2006년 야마나카가 쥐 섬유아세포를 유도만능줄기세포(iPSCs)로 유도하면서 처음 발견되었다. 다음 해에는 이러한 인자를 사용하여 인간 섬유아세포를 유도만능줄기세포로 유도하는 데 성공했다.
Oct4는 배아 줄기 세포와 종양에서 모두 발견되는 다능성에 필요한 핵심 조절 유전자 중 하나이다. Oct4의 발현이 약간 증가하는 것만으로도 다능성으로 분화를 시작할 수 있다. Oct4는 Sox2와 함께 FGF4의 발현을 조절하여 분화를 돕는다.
Sox2는 줄기세포에서 다능성을 유지하는 데 사용되는 유전자이다. Oct4와 Sox2는 함께 다능성에 필요한 수백 개의 유전자를 조절한다. 그러나 Sox2는 Oct4와 함께 유전자 조절에 참여하는 유일한 Sox 계열 구성원이 아니다. Sox4, Sox11, Sox15도 참여하며, Sox 단백질은 줄기 세포 게놈 전체에 걸쳐 중복되어 있다.
Klf4는 증식, 분화, 세포 자살, 체세포 리프로그래밍에 사용되는 전사 인자이다. 세포 리프로그래밍에 사용될 때, Klf4는 손상된 세포의 분열을 막고 세포 자살을 유도하는 능력을 통해 세포 주기를 조절하며, 히스톤 아세틸전달효소의 활동을 돕는다.

#### NANOG
NANOG는 다능성을 유지하고 세포 결정 인자를 억제함으로써 유도 만능 줄기 세포를 생성하는 효율성을 높이는 전사 인자이다. NANOG는 H3K27me3와 같은 히스톤 표지를 억제하여 염색질 접근성을 촉진하는 방식으로 작동한다. NANOG는 Oct4, Sox2, Esrrb를 전사에 사용하기 위해 모이고, 염색질 접근성을 위해 Brahma-related gene-1(BRG1)을 모집하는 역할도 한다.

#### C/EBPα
CEBPA는 세포를 유도만능줄기세포 뿐만 아니라 다른 세포로 리프로그래밍할 때 자주 사용되는 인자이다. C/EBPα는 림프구 세포를 골수구 세포로 직접 리프로그래밍할 때 단일 트랜스액팅 인자로 작용한다. C/EBPα는 세포가 OSKM 인자와 특정 전사 이벤트를 받아들일 수 있도록 준비하는 역할을 한다. 또한 C/EBPα는 리프로그래밍 이벤트의 효율성을 높이는 것으로도 알려져 있다.

## 가변성
리프로그래밍 후 얻어진 세포의 특성은 특히 유도만능줄기세포 사이에서 크게 다양할 수 있다. 리프로그래밍 성능 및 최종 산물의 기능적 특성에 변동을 일으키는 요인으로는 유전적 배경, 조직 출처, 리프로그래밍 인자의 비율 및 세포 배양과 관련된 스트레스 요인 등이 있다.

## 리프로그래밍 기술 활용 사례

### 1. 질병모델링 및 연구
- 알츠하이머병: 환자의 피부 세포를 신경세포로 리프로그래밍하여 알츠하이머병의 병리학적 기전을 연구하고, 새로운 치료제를 개발하는 데 활용된다.[51]
- 헌팅턴병: 유전성 신경퇴행성 질환인 헌팅턴병 환자의 세포를 리프로그래밍하여 병의 진행 과정을 연구하고, 잠재적 치료제의 효능을 평가하는 데 사용된다.[52]

### 2.재생의학
- 심장 재생: 심근경색 환자의 피부 세포를 심근세포로 리프로그래밍하여 손상된 심장 조직을 재생시키는 연구가 진행되고 있다.[53]
- 간 재생: 간 손상 환자의 피부 세포를 간세포로 리프로그래밍하여 간 기능을 회복시키는 치료법이 개발되고 있다.

### 3. 약물개발 및 테스트
- 독성 검사: 리프로그래밍된 세포를 이용하여 새로운 약물의 독성을 테스트하고, 약물 개발 과정에서 발생할 수 있는 부작용을 미리 평가한다.
- 맞춤형 약물 테스트: 환자의 세포를 리프로그래밍하여 환자 맞춤형 약물 테스트를 수행함으로써, 개인화된 치료법을 개발한다.

### 4.유전자치료
- 유전 질환 치료: 유전 질환 환자의 세포를 리프로그래밍하여 유전적 결함을 수정한 후, 이를 환자에게 재주입하는 방법으로 치료한다. 예를 들어, 겸상적혈구빈혈증 환자의 세포를 유전자 교정 후 정상 혈액 세포로 리프로그래밍하여 치료한다.[54]

### 5. 면역치료
- CAR-T 세포 치료: 환자의 T 세포를 리프로그래밍하여 특정 암세포를 인식하고 공격할 수 있는 CAR-T 세포를 생성하여 암 치료에 활용한다.[55]
- 면역세포 리프로그래밍: 섬유아세포를 면역세포로 리프로그래밍하여 면역체계를 강화하거나, 자가면역질환을 치료하는 데 사용한다.

### 6. 줄기세포치료
- 혈액 질환: 리프로그래밍된 조혈모세포를 사용하여 백혈병 및 다른 혈액 질환을 치료합니다. 이는 환자의 혈액 세포를 재생시키는 데 효과적이다.[56]
- 근육 재생: 근위축증 환자의 세포를 근육 세포로 리프로그래밍하여 손상된 근육을 재생시키는 연구가 진행 중이다.
- 신경계 질환: 파킨슨병 환자의 세포를 리프로그래밍하여 도파민성 뉴런을 만들고 정상적인 도파민 기능을 회복할 수 있도록 한다.[57]
- 간 질환 치료: 간경변 및 간부전 환자의 손상된 간 조직을 리프로그래밍하여 그 기능을 회복시키는 연구가 진행되고 있다.[58]

## 참고 문헌
1. ↑  Morgan, H. D.; Reik, W. (2005). “Epigenetic reprogramming in mammals”. 《Hum Mol Genet》. 14 Spec No 1: R47–58. doi:10.1093/hmg/ddi114.
2. ↑  Reik W, Dean W, Walter J (August 2001). “Epigenetic reprogramming in mammalian development” (Review). 《Science》 293 (5532): 1089–93. doi:10.1126/science.1063443. PMID 11498579.
3. ↑  Cedar, Howard; Bergman, Yehudit (2012년 7월 7일). “Programming of DNA Methylation Patterns”. 《Annual Review of Biochemistry》 (영어) 81 (1): 97–117. doi:10.1146/annurev-biochem-052610-091920. ISSN 0066-4154.
4. ↑  Mann MR, Chung YG, Nolen LD, Verona RI, Latham KE, Bartolomei MS (September 2003). “Disruption of imprinted gene methylation and expression in cloned preimplantation stage mouse embryos”. 《Biol. Reprod.》 69 (3): 902–14. doi:10.1095/biolreprod.103.017293. PMID 12748125. 2013년 4월 14일에 원본 문서에서 보존된 문서. 2009년 11월 1일에 확인함.
5. ↑  Wrenzycki C, Niemann H (December 2003). “Epigenetic reprogramming in early embryonic development: effects of in-vitro production and somatic nuclear transfer” (Review). 《Reprod. Biomed. Online》 7 (6): 649–56. doi:10.1016/s1472-6483(10)62087-1. PMID 14748963.[깨진 링크(과거 내용 찾기)]
6. ↑  Auclair, Ghislain; Guibert, Sylvain; Bender, Ambre; Weber, Michael (2014년 12월 3일). “Ontogeny of CpG island methylation and specificity of DNMT3 methyltransferases during embryonic development in the mouse”. 《Genome Biology》 15 (12): 545. doi:10.1186/s13059-014-0545-5. ISSN 1474-760X. PMC 4295324. PMID 25476147.
7. ↑  Zeng, Yang; Chen, Taiping (2019년 4월). “DNA Methylation Reprogramming during Mammalian Development”. 《Genes》 (영어) 10 (4): 257. doi:10.3390/genes10040257. ISSN 2073-4425.
8. ↑  Ladstätter, Sabrina; Tachibana-Konwalski, Kikuë (2016년 12월). “A Surveillance Mechanism Ensures Repair of DNA Lesions during Zygotic Reprogramming”. 《Cell》 167 (7): 1774–1787.e13. doi:10.1016/j.cell.2016.11.009. ISSN 0092-8674. PMC 5161750. PMID 27916276.
9. ↑  Seisenberger, Stefanie; Peat, Julian R.; Hore, Timothy A.; Santos, Fátima; Dean, Wendy; Reik, Wolf (2013년 1월 5일). “Reprogramming DNA methylation in the mammalian life cycle: building and breaking epigenetic barriers”. 《Philosophical Transactions of the Royal Society B: Biological Sciences》 (영어) 368 (1609): 20110330. doi:10.1098/rstb.2011.0330. ISSN 0962-8436. PMC 3539359. PMID 23166394.
10. ↑  Duke, Corey G.; Kennedy, Andrew J.; Gavin, Cristin F.; Day, Jeremy J.; Sweatt, J. David (2017년 7월 1일). “Experience-dependent epigenomic reorganization in the hippocampus”. 《Learning & Memory》 (영어) 24 (7): 278–288. doi:10.1101/lm.045112.117. ISSN 1072-0502. PMC 5473107. PMID 28620075.
11. ↑  Kim, Jeansok J.; Jung, Min Whan (2006년 1월 1일). “Neural circuits and mechanisms involved in Pavlovian fear conditioning: A critical review”. 《Neuroscience & Biobehavioral Reviews》. The Limbic Brain: Structure and Function 30 (2): 188–202. doi:10.1016/j.neubiorev.2005.06.005. ISSN 0149-7634. PMC 4342048. PMID 16120461.
12. ↑  Gurdon JB (December 1962). “The developmental capacity of nuclei taken from intestinal epithelium cells of feeding tadpoles”. 《J Embryol Exp Morphol.》 10: 622–40.
13. ↑  “The Nobel Prize in Physiology or Medicine – 2012 Press Release”. Nobel Media AB. 2012년 10월 8일.
14. ↑  Takahashi, K.; Yamanaka, S. (2006). “Induction of Pluripotent Stem Cells from Mouse Embryonic and Adult Fibroblast Cultures by Defined Factors”. 《Cell》 126 (4): 663–76. doi:10.1016/j.cell.2006.07.024. PMID 16904174.
15. ↑  Hochedlinger K, Jaenisch R (June 2006). “Nuclear reprogramming and pluripotency” (PDF). 《Nature》 441 (7097): 1061–7. doi:10.1038/nature04955. PMID 16810240. 2015년 4월 2일에 원본 문서 (PDF)에서 보존된 문서. 2012년 11월 1일에 확인함.(Review)
16. ↑  Lahiri DK, Maloney B (2006). “Genes are not our destiny: the somatic epitype bridges between the genotype and the phenotype”. 《Nature Reviews Neuroscience》 7 (12). doi:10.1038/nrn2022-c1.
17. ↑  Mathers JC (June 2006). “Nutritional modulation of ageing: genomic and epigenetic approaches”. 《Mech. Ageing Dev.》 127 (6): 584–9. doi:10.1016/j.mad.2006.01.018. PMID 16513160.
18. ↑  Takahashi, Kazutoshi; Yamanaka, Shinya (2006년 8월 25일). “Induction of Pluripotent Stem Cells from Mouse Embryonic and Adult Fibroblast Cultures by Defined Factors”. 《Cell》 126 (4): 663–676. doi:10.1016/j.cell.2006.07.024. ISSN 0092-8674.
19. ↑  Markoulaki, Styliani; Hanna, Jacob; Beard, Caroline; Carey, Bryce W; Cheng, Albert W; Lengner, Christopher J; Dausman, Jessica A; Fu, Dongdong; Gao, Qing (2009년 2월). “Transgenic mice with defined combinations of drug-inducible reprogramming factors”. 《Nature Biotechnology》 (영어) 27 (2): 169–171. doi:10.1038/nbt.1520. ISSN 1087-0156. PMC 2654270. PMID 19151700.
20. ↑  Hanna, J.; Carey, B.W.; Jaenisch, R. (2008년 1월 1일). “Reprogramming of Somatic Cell Identity”. 《Cold Spring Harbor Symposia on Quantitative Biology》 (영어) 73 (0): 147–155. doi:10.1101/sqb.2008.73.025. ISSN 0091-7451.
21. ↑  Hanna, Jacob; Markoulaki, Styliani; Mitalipova, Maisam; Cheng, Albert W.; Cassady, John P.; Staerk, Judith; Carey, Bryce W.; Lengner, Christopher J.; Foreman, Ruth (2009년 6월). “Metastable Pluripotent States in NOD-Mouse-Derived ESCs”. 《Cell Stem Cell》 (영어) 4 (6): 513–524. doi:10.1016/j.stem.2009.04.015. PMC 2714944. PMID 19427283.
22. ↑  Sridharan, Rupa; Tchieu, Jason; Mason, Mike J.; Yachechko, Robin; Kuoy, Edward; Horvath, Steve; Zhou, Qing; Plath, Kathrin (2009년 1월). “Role of the Murine Reprogramming Factors in the Induction of Pluripotency”. 《Cell》 136 (2): 364–377. doi:10.1016/j.cell.2009.01.001. ISSN 0092-8674.
23. ↑  Hanna, Jacob; Saha, Krishanu; Pando, Bernardo; van Zon, Jeroen; Lengner, Christopher J.; Creyghton, Menno P.; van Oudenaarden, Alexander; Jaenisch, Rudolf (2009년 12월). “Direct cell reprogramming is a stochastic process amenable to acceleration”. 《Nature》 (영어) 462 (7273): 595–601. doi:10.1038/nature08592. ISSN 1476-4687. PMC 2789972. PMID 19898493.
24. ↑  “세포융합” (영어). 식품과학기술대사전. 2015년 6월 12일에 확인함.[깨진 링크(과거 내용 찾기)]
25. ↑  Gurdon, J. B.; Melton, D. A. (2008). “INuclear Reprogramming in Cells”. 《Science》 322 (5909): 1811–5. doi:10.1126/science.1160810.
26. ↑  Kim, Janghwan; Ambasudhan, Rajesh; Ding, Sheng (2012년 10월 1일). “Direct lineage reprogramming to neural cells”. 《Current Opinion in Neurobiology》. Neurodevelopment and disease 22 (5): 778–784. doi:10.1016/j.conb.2012.05.001. ISSN 0959-4388.
27. ↑  Deng, Hongkui (2023년 4월 28일). “Protocol for highly efficient and rapid generation of human pluripotent stem cells by chemical reprogramming v1”. 2024년 6월 17일에 확인함.
28. ↑  Takahashi, Kazutoshi; Tanabe, Koji; Ohnuki, Mari; Narita, Megumi; Ichisaka, Tomoko; Tomoda, Kiichiro; Yamanaka, Shinya (2007년 11월). “Induction of Pluripotent Stem Cells from Adult Human Fibroblasts by Defined Factors”. 《Cell》 131 (5): 861–872. doi:10.1016/j.cell.2007.11.019. ISSN 0092-8674.
29. ↑  David, Laurent; Polo, Jose M. (2014년 5월 1일). “Phases of reprogramming”. 《Stem Cell Research》 12 (3): 754–761. doi:10.1016/j.scr.2014.03.007. ISSN 1873-5061.
30. ↑  David, Laurent; Polo, Jose M. (2014년 5월 1일). “Phases of reprogramming”. 《Stem Cell Research》 12 (3): 754–761. doi:10.1016/j.scr.2014.03.007. ISSN 1873-5061.
31. ↑  Downing, Timothy L.; Soto, Jennifer; Morez, Constant; Houssin, Timothee; Fritz, Ashley; Yuan, Falei; Chu, Julia; Patel, Shyam; Schaffer, David V. (2013년 12월). “Biophysical regulation of epigenetic state and cell reprogramming”. 《Nature Materials》 (영어) 12 (12): 1154–1162. doi:10.1038/nmat3777. ISSN 1476-4660. PMC 9675045. PMID 24141451.
32. ↑  Pires, Cristiana F.; Rosa, Fábio F.; Kurochkin, Ilia; Pereira, Carlos-Filipe (2019년 12월 11일). “Understanding and Modulating Immunity With Cell Reprogramming”. 《Frontiers in Immunology》 (영어) 10. doi:10.3389/fimmu.2019.02809. ISSN 1664-3224.
33. ↑  Pires, Cristiana F.; Rosa, Fábio F.; Kurochkin, Ilia; Pereira, Carlos-Filipe (2019년 12월 11일). “Understanding and Modulating Immunity With Cell Reprogramming”. 《Frontiers in Immunology》 (영어) 10. doi:10.3389/fimmu.2019.02809. ISSN 1664-3224. PMC 6917620. PMID 31921109.
34. ↑  de Magalhães, João Pedro; Ocampo, Alejandro (2022년 6월). “Cellular reprogramming and the rise of rejuvenation biotech”. 《Trends in Biotechnology》 40 (6): 639–642. doi:10.1016/j.tibtech.2022.01.011. ISSN 0167-7799.
35. ↑  Pires, Cristiana F.; Rosa, Fábio F.; Kurochkin, Ilia; Pereira, Carlos-Filipe (2019년 12월 11일). “Understanding and Modulating Immunity With Cell Reprogramming”. 《Frontiers in Immunology》 (영어) 10. doi:10.3389/fimmu.2019.02809. ISSN 1664-3224. PMC 6917620. PMID 31921109.
36. ↑  Hochedlinger, Konrad; Jaenisch, Rudolf (2006년 6월). “Nuclear reprogramming and pluripotency”. 《Nature》 (영어) 441 (7097): 1061–1067. doi:10.1038/nature04955. ISSN 1476-4687.
37. ↑  Mathers, John C. (2006년 6월 1일). “Nutritional modulation of ageing: Genomic and epigenetic approaches”. 《Mechanisms of Ageing and Development》 127 (6): 584–589. doi:10.1016/j.mad.2006.01.018. ISSN 0047-6374.
38. ↑  Gurdon, J. B. (1962년 12월 1일). “The Developmental Capacity of Nuclei taken from Intestinal Epithelium Cells of Feeding Tadpoles”. 《Development》 10 (4): 622–640. doi:10.1242/dev.10.4.622. ISSN 0950-1991.
39. ↑  Wilmut, I.; Schnieke, A. E.; McWhir, J.; Kind, A. J.; Campbell, K. H. S. (1997년 2월). “Viable offspring derived from fetal and adult mammalian cells”. 《Nature》 (영어) 385 (6619): 810–813. doi:10.1038/385810a0. ISSN 1476-4687.
40. ↑  Pires, Cristiana F.; Rosa, Fábio F.; Kurochkin, Ilia; Pereira, Carlos-Filipe (2019년 12월 11일). “Understanding and Modulating Immunity With Cell Reprogramming”. 《Frontiers in Immunology》 (영어) 10. doi:10.3389/fimmu.2019.02809. ISSN 1664-3224. PMC 6917620. PMID 31921109.
41. ↑  Pereira, Carlos F.; Terranova, Rémi; Ryan, Natalie K.; Santos, Joana; Morris, Kelly J.; Cui, Wei; Merkenschlager, Matthias; Fisher, Amanda G. (2008. 9. 5.). “Heterokaryon-Based Reprogramming of Human B Lymphocytes for Pluripotency Requires Oct4 but Not Sox2”. 《PLOS Genetics》 (영어) 4 (9): e1000170. doi:10.1371/journal.pgen.1000170. ISSN 1553-7404. PMC 2527997. PMID 18773085.
42. ↑  Pires, Cristiana F.; Rosa, Fábio F.; Kurochkin, Ilia; Pereira, Carlos-Filipe (2019년 12월 11일). “Understanding and Modulating Immunity With Cell Reprogramming”. 《Frontiers in Immunology》 (영어) 10. doi:10.3389/fimmu.2019.02809. ISSN 1664-3224. PMC 6917620. PMID 31921109.
43. ↑  Takahashi, Kazutoshi; Yamanaka, Shinya (2006년 8월). “Induction of Pluripotent Stem Cells from Mouse Embryonic and Adult Fibroblast Cultures by Defined Factors”. 《Cell》 126 (4): 663–676. doi:10.1016/j.cell.2006.07.024. ISSN 0092-8674.
44. ↑  Takahashi, Kazutoshi; Tanabe, Koji; Ohnuki, Mari; Narita, Megumi; Ichisaka, Tomoko; Tomoda, Kiichiro; Yamanaka, Shinya (2007년 11월). “Induction of Pluripotent Stem Cells from Adult Human Fibroblasts by Defined Factors”. 《Cell》 131 (5): 861–872. doi:10.1016/j.cell.2007.11.019. ISSN 0092-8674.
45. ↑  Bueno, C.; Sardina, J. L.; Di Stefano, B.; Romero-Moya, D.; Muñoz-López, A.; Ariza, L.; Chillón, M. C.; Balanzategui, A.; Castaño, J. (2016년 3월). “Reprogramming human B cells into induced pluripotent stem cells and its enhancement by C/EBPα”. 《Leukemia》 (영어) 30 (3): 674–682. doi:10.1038/leu.2015.294. ISSN 1476-5551.
46. ↑  de Magalhães, João Pedro; Ocampo, Alejandro (2022년 6월). “Cellular reprogramming and the rise of rejuvenation biotech”. 《Trends in Biotechnology》 40 (6): 639–642. doi:10.1016/j.tibtech.2022.01.011. ISSN 0167-7799.
47. ↑  Bueno, C.; Sardina, J. L.; Di Stefano, B.; Romero-Moya, D.; Muñoz-López, A.; Ariza, L.; Chillón, M. C.; Balanzategui, A.; Castaño, J. (2016년 3월). “Reprogramming human B cells into induced pluripotent stem cells and its enhancement by C/EBPα”. 《Leukemia》 (영어) 30 (3): 674–682. doi:10.1038/leu.2015.294. ISSN 1476-5551.
48. ↑  Srivastava, Deepak; DeWitt, Natalie (2016년 9월). “In Vivo Cellular Reprogramming: The Next Generation”. 《Cell》 166 (6): 1386–1396. doi:10.1016/j.cell.2016.08.055. ISSN 0092-8674. PMC 6234007. PMID 27610565.
49. ↑  Pires, Cristiana F.; Rosa, Fábio F.; Kurochkin, Ilia; Pereira, Carlos-Filipe (2019년 12월 11일). “Understanding and Modulating Immunity With Cell Reprogramming”. 《Frontiers in Immunology》 (영어) 10. doi:10.3389/fimmu.2019.02809. ISSN 1664-3224. PMC 6917620. PMID 31921109.
50. ↑  David, Laurent; Polo, Jose M. (2014년 5월 1일). “Phases of reprogramming”. 《Stem Cell Research》 12 (3): 754–761. doi:10.1016/j.scr.2014.03.007. ISSN 1873-5061.
51. ↑  Israel, Mason A.; Yuan, Shauna H.; Bardy, Cedric; Reyna, Sol M.; Mu, Yangling; Herrera, Cheryl; Hefferan, Michael P.; Van Gorp, Sebastiaan; Nazor, Kristopher L. (2012년 1월 25일). “Probing sporadic and familial Alzheimer's disease using induced pluripotent stem cells”. 《Nature》 482 (7384): 216–220. doi:10.1038/nature10821. ISSN 1476-4687. PMC 3338985. PMID 22278060.
52. ↑  An, Mahru C.; Zhang, Ningzhe; Scott, Gary; Montoro, Daniel; Wittkop, Tobias; Mooney, Sean; Melov, Simon; Ellerby, Lisa M. (2012년 8월 3일). “Genetic correction of Huntington's disease phenotypes in induced pluripotent stem cells”. 《Cell Stem Cell》 11 (2): 253–263. doi:10.1016/j.stem.2012.04.026. ISSN 1875-9777. PMC 3608272. PMID 22748967.
53. ↑  Karakikes, Ioannis; Termglinchan, Vittavat; Cepeda, Diana A.; Lee, Jaecheol; Diecke, Sebastian; Hendel, Ayal; Itzhaki, Ilanit; Ameen, Mohamed; Shrestha, Rajani (2017년 5월 12일). “A Comprehensive TALEN-Based Knockout Library for Generating Human-Induced Pluripotent Stem Cell-Based Models for Cardiovascular Diseases”. 《Circulation Research》 120 (10): 1561–1571. doi:10.1161/CIRCRESAHA.116.309948. ISSN 1524-4571. PMC 5429194. PMID 28246128.
54. ↑  Sebastiano, Vittorio; Zhen, Hanson Hui; Haddad, Bahareh; Bashkirova, Elizaveta; Melo, Sandra P.; Wang, Pei; Leung, Thomas L.; Siprashvili, Zurab; Tichy, Andrea (2014년 11월 26일). “Human COL7A1-corrected induced pluripotent stem cells for the treatment of recessive dystrophic epidermolysis bullosa”. 《Science Translational Medicine》 6 (264): 264ra163. doi:10.1126/scitranslmed.3009540. ISSN 1946-6242. PMC 4428910. PMID 25429056.
55. ↑  Themeli, Maria; Rivière, Isabelle; Sadelain, Michel (2015년 4월 2일). “New cell sources for T cell engineering and adoptive immunotherapy”. 《Cell Stem Cell》 16 (4): 357–366. doi:10.1016/j.stem.2015.03.011. ISSN 1875-9777. PMC 5611846. PMID 25842976.
56. ↑  Ringe, Jochen; Kaps, Christian; Burmester, Gerd-Rüdiger; Sittinger, Michael (2002년 8월). “Stem cells for regenerative medicine: advances in the engineering of tissues and organs”. 《Die Naturwissenschaften》 89 (8): 338–351. doi:10.1007/s00114-002-0344-9. ISSN 0028-1042. PMID 12435034.
57. ↑  Cooper, Oliver; Seo, Hyemyung; Andrabi, Shaida; Guardia-Laguarta, Cristina; Graziotto, John; Sundberg, Maria; McLean, Jesse R.; Carrillo-Reid, Luis; Xie, Zhong (2012년 7월 4일). “Pharmacological rescue of mitochondrial deficits in iPSC-derived neural cells from patients with familial Parkinson's disease”. 《Science Translational Medicine》 4 (141): 141ra90. doi:10.1126/scitranslmed.3003985. ISSN 1946-6242. PMC 3462009. PMID 22764206.
58. ↑  Huang, Pengyu; He, Zhiying; Ji, Shuyi; Sun, Huawang; Xiang, Dao; Liu, Changcheng; Hu, Yiping; Wang, Xin; Hui, Lijian (2011년 7월). “Induction of functional hepatocyte-like cells from mouse fibroblasts by defined factors”. 《Nature》 (영어) 475 (7356): 386–389. doi:10.1038/nature10116. ISSN 1476-4687.